# Vidim

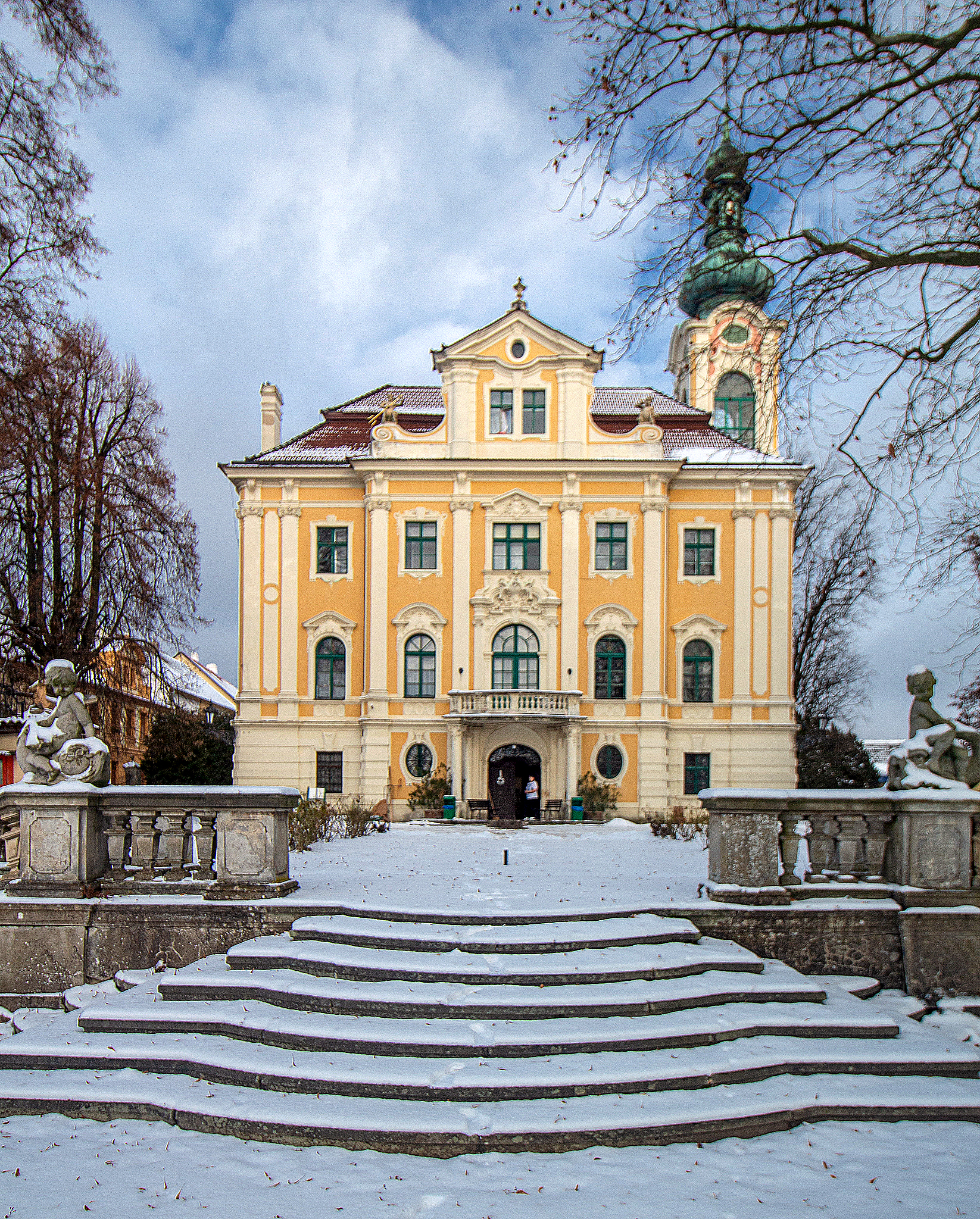
Schloss Vidim

Das Dorf Vidim (deutsch Widim) befindet sich in der Region Středočeský kraj (Tschechien).

## Geschichte
Vidim wurde erstmals 1294 als Eigentum des Klosters Zbraslav erwähnt. Anfang des 14. Jahrhunderts bewohnten die Herren Pula (Půla) und Heinrich (Jindřich) von Vidim die hiesige Feste. Ihnen folgte die Adelsfamilie Berka von Dauba, Nikolaus von Lobkovicz und die Familie Smiřický von Smiřice, Mitte des 16. Jahrhunderts die Hrzan von Harasov, bis es 1610 König Rudolf II. kaufte. Bereits ein Jahr später veräußerte die Krone das Dorf wieder an Wenzel Berka von Dauba. Nach dessen Teilnahme am Ständeaufstand 1618, er gehörte zum 30-köpfigen Direktorium der Aufständischen, und der Niederschlagung der Revolte überfielen seine Untertanen die Güter und die Burg, brandschatzten sie und raubten sie aus. Nach der Verurteilung und Hinrichtung Wenzels kamen die konfiszierten Ländereien an Adam von Waldstein, der sie kurze Zeit später Albrecht Wenzel Eusebius von Waldstein überließ, als Teil von dessen Herzogtum Friedland. Nach Wallensteins Ermordung fiel das Dorf an seinen General Johann Böck. Unter seiner Herrschaft von 1661 bis 1700 wurde ein Großteil der böhmischen Bevölkerung verjagt und die Gegend durch deutsche Landsleute besiedelt. Auch in der Folgezeit wechselte das Dorf in rascher Folge die Besitzer.

## Sehenswürdigkeiten
- Kirche des Hl. Martin
- Kapelle des Hl. Wenzel
- Felssiedlung
- Schloss Vidim

## Persönlichkeiten
In Widim wurde der tschechisch-bulgarische Maler Jan Václav Mrkvička (1856–1938) geboren.